# Cheikh Ya-Ya Dia
Cheikh Ya-Ya Dia (Dakar, 20 marzo 1974) è un ex cestista senegalese, professionista in Sudamerica, Australia, Europa e Medio Oriente.

## Carriera

### Club
Durante la sua permanenza quadriennale all'Università di Georgetown, ha giocato due stagioni (dal 1994 al 1996) al fianco della futura stella NBA Allen Iverson. Nel 1996-97 è stato insignito del premio di giocatore più migliorato della Big East Conference.
A livello di club ha iniziato la carriera tra Uruguay, Argentina e Australia. Nel 2001 è approdato in Italia alla Premiata Montegranaro, squadra alla sua prima esperienza nel professionismo della Legadue. Dia contribuisce con 16,3 punti e 10,2 rimbalzi di media, ma i gialloblu chiudono penultimi e retrocedono.
Ha continuato poi a girare in giro per il mondo tornando in Sudamerica e Australia, non prima di aver fatto parentesi in Russia, Israele, Turchia, Libano e Giordania. La sua ultima squadra è stata l'Al-Fateh, in Arabia Saudita.

### Nazionale
Dopo aver vinto i Campionati africani 1997 con la Nazionale senegalese, nel 1998 ha giocato i Mondiali disputati in Grecia.